# HK Donbas (Eishockey)
Der HK Donbas (ukrainisch Хокейний Клуб Донбас), zuvor HK Donbass Donezk (ukrainisch ХК Донбас Донецьк, russisch ХК Донбасс Донецк), ist ein 2001 gegründeter ukrainischer Eishockeyklub aus Donezk. Die Profimannschaft spielte von 2012 bis 2014 in der Kontinentalen Hockey-Liga und seitdem in der Ukrainischen Eishockeyliga. Der Klub trug seine Heimspiele zuletzt in Kramatorsk aus. Die Vereinsfarben sind Schwarz, Weiß und Rot. Seit 2010 ist Borys Kolesnikow der alleinige Besitzer des Klubs.

Logo von 2001 bis 2008

## Geschichte
Der Klub wurde 2001 gegründet. In der Saison 2001/02 nahm der HK Donbas in der Division B der East European Hockey League teil, in der es den dritten von acht Plätzen belegte. Später wurde die Mannschaft in die Wyschtscha Liha aufgenommen. Größter Erfolg der Vereinsgeschichte war der Gewinn des ukrainischen Meistertitels in der Saison 2010/11.
Zur Saison 2011/12 wurde der HK Donbass Donezk als eine von drei Mannschaften als Expansionsteam in die ein Jahr zuvor neu gegründete zweite russische Spielklasse, die Wysschaja Hockey-Liga, aufgenommen. Ab 2011 plante der Klub, mittel- bis langfristig an der Kontinentalen Hockey-Liga teilzunehmen. Die zweite Mannschaft des Vereins spielte zwischen 2011 und 2013 in der höchsten ukrainischen Spielklasse, der Professionellen Hockey-Liga.
Auf europäischer Ebene nahm der HK Donbas in der Saison 2011/12 am IIHF Continental Cup teil, in dessen dritter Runde die Mannschaft startete und das Finalturnier erreichte. Zur Saison 2012/13 wurde der HK Donbas in die KHL aufgenommen.
Aufgrund des Krieges in der Ukraine seit 2014 nahm der Verein aus Sicherheitsgründen in der Saison 2014/15 eine Pause vom Spielbetrieb. Die Verträge der Spieler wurden eingefroren und sie konnten solange bei einem anderen Verein spielen. In der Saison 2015/16 nahm der Verein allerdings wieder am Spielbetrieb in der Ukrainischen Hockeyliga teil und konnte die Meisterschaft gewinnen. Er spielte ab dieser Saison im Eisstadion „Altayr“ in Druschkiwka im Norden der Oblast Donezk. Der Verein gewann auch die Spielzeiten 2016/17, 2017/18 und 2018/19. Nach dem Abbruch der Spielzeit 2019/20 wegen der COVID-19-Pandemie gelang auch der Gewinn der Meisterschaft 2020/2021. Zu Beginn der Saison 2021/22 zog der Verein nach Kramatorsk um, wo er seine Heimspiele in der Eisarena Kramtorsk bestritt. Der Eishockeyverband der Ukraine (FHU) beschloss am 24. November 2021, den HK Donbas aus der Liga zu entfernen. Im selben Monat war HK Donbas eines der Gründungsmitglieder der ukrainischen Superleague, in der das Team anschließend ab Dezember 2021 mit fünf anderen ukrainischen Vereinen spielte, bis die Saison wegen des russischen Überfalls auf die Ukraine 2022 im Februar 2022 abgebrochen wurde.

## Erfolge
- Ukrainischer Meister (8): 2011, 2012, 2013, 2016, 2017, 2018, 2019, 2021
- IIHF Continental Cup 2012/13

## Spieler

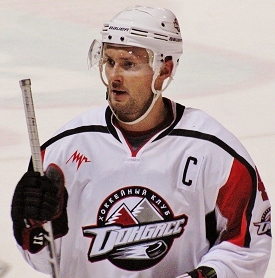
Serhij Warlamow, Kapitän der Saison 2011/12

### Mannschaftskapitäne
- Witalij Bytschkow (2008–2010)
- Dmytro Issajenko (2010–2011)
- Serhij Warlamow (2011–2012)
- Rotierend (KHL 2012/13):
  -  Serhij Warlamow August–Oktober 2012
  -  Jaroslav Obšut Oktober–November 2012
  -  Ruslan Fedotenko November 2012–Januar 2013
  -  Václav Nedorost Januar–April 2013
- Oleg Piganowitsch (August – Oktober 2013, Interimskapitän)[6]
- Ruslan Fedotenko (KHL 2013/14)[7]

### Bekannte ehemalige Spieler
- Jewgeni Dadonow (2012–2014)
- Dmytro Jakuschyn (2001–2002)
- Oleh Tymtschenko (2001–2002)

## Trainer
- 2008–2009:  Iwan Polischuk
- 2009–2010:  Andrij Owtschinnikow
- 2010–2012:  Alexander Iwanowitsch Kulikow
- 2012–2013:  Július Šupler[8]
- 2013–2014:  Andrei Nasarow